# Saison 1998-1999 du Boucau Tarnos stade
 (août 2010).
Cette page présente la saison 1998-1999 du Boucau Tarnos stade en Nationale 1 nouvellement créée qui remplace le Groupe B2.

## Récit de la saison
Pour la saison 1998-1999, le Boucau Tarnos stade retrouve la Nationale 1 et souhaite se maintenir dans « l’étage » qu’il a mis trois ans à retrouver.
Pour ce faire, il renforce l’effectif qui lui a permis de remonter et qui a peu changé (excepté les arrêts du pilier « vétéran » Errecart et de l’ouvreur Dumas, ainsi que le retour à Soustons du solide 2e ligne Koné).
Pour ce faire, les dirigeants boucalo-tarnosiens recrutent chez des clubs voisins de ce niveau : St Jean de Luz (Fort, Miura, Quatrevieux, Brosset, et Suzanne) et Baïgorry (Goyenetche (buteur) et Idieder) ou d’un niveau inférieur mais ayant la qualité pour évoluer dans cette division : Marot-Ouret (qui se blessera et ne pourra disputer que 3 matchs) de Mouguerre.
De même, le club se tourne vers des réservistes de l’Aviron Bayonnais (Dongieux, Balhadère et Duplé (buteur)) mais aussi vers sa propre formation et ses équipes de jeunes. Ainsi, 6 juniors vont incorporer l’équipe 1re pour s’y installer définitivement où faire quelques apparitions comme Christophe Dulaurens, Yohan Derive, Barheiles, Samuel Dylbaïtys, Nicolas Capdupuy et Damien Taillentou.
Malheureusement, le BTS n’arrive pas à remplacer le meilleur marqueur de la saison passée avec + 170 points, Dumas qui a arrêté. En effet, les joueurs susceptibles d’endosser ce rôle soit se blessent à un moment donné de la saison (Goyenetche, Lourtet, Daubisse ou Duplé) soit ne connaissent pas son pourcentage de réussite.
De plus, le nombre limité de joueur mutés (licence « M ») que le club peut aligner chaque match en 1re, est un véritable casse-tête pour les entraîneurs, ce qui ne leur permet pas de travailler la cohésion du groupe surtout qu’à cause de nombreuses blessures, les noirs voient 4 joueurs différents opérer au poste d’ouvreur (Duplé, Saubisse, Lourtet et Dufrêche).
En connaissant un début de championnat compliqué où ils perdent leurs 2 premiers matchs à domicile (dont le 1er face à Oloron qui va laisser beaucoup de regrets à cause d’un drop « assassin » dans les arrêts de jeu (alors que le match nul semblait logique)), les forgerons vont se mettre, d’emblée, dans une situation délicate.
En alternant le haut (déplacement victorieux à Peyrehorade, Bagnères et Blagnac, victoire probante contre Tarbes et st Girons) et le bas (« naufrage » face à Peyrehorade et à Albi, Oloron, Mauléon, Tarbes et Baïgorry), les noirs ne vont jamais trouver leur rythme de « croisière ».
Additionné à la défaite dans les dernières minutes à Garazi, ou aux décisions d’arbitrales défavorables lors du match à Lourdes (2 essais refusés pour une défaite de 7 points) , mais également à des entames de matchs catastrophiques lors des réceptions de Bagnères, Blagnac, Saint-Girons, Lourdes et Baïgorry ou lors des déplacements à Albi et St Girons, le BTS va être trop irrégulier pour espérer autre chose que de lutter jusqu’à la dernière journée pour le maintien.
Ainsi, c’est lors du dernier match que les forgerons jouent leur avenir, avec la réception de Mauléon, dans un duel décisif, où le perdant descend.
Mais là aussi, un arbitrage « partisan » empêche les noirs de gagner une rencontre qu’ils dominent. La défaite injuste (8 à 12) plonge le club et ses supporters dans un profond désarroi avec la relégation à l’étage inférieur pour un « aller/retour » que tous redoutait en début de saison.

## Transferts
| Joueur           | Poste                      | Destination       |
| Amidou Koné      | 2e ligne                   | retour à Soustons |
| Sylvain Dumas    | demi d'ouverture et Buteur | arrêt             |
| Patrick Errecart | pilier                     | arrêt             |

| Joueur                 | Poste              | Destination                       |
| Stéphane Suzanne       | 2e ligne           | Saint-Jean-de-Luz olympique rugby |
| Christophe Quatrevieux | pilier ou 3e ligne | Saint-Jean-de-Luz olympique rugby |
| Bruno Miura            | pilier             | Saint-Jean-de-Luz olympique rugby |
| Eric Balhadère         | demi de mêlée      | Aviron bayonnais                  |
| Franck Marot-Ouret     | centre             | US Mouguerre                      |
| Bernard Goyenetche     | arrière et Buteur  | Baïgorry                          |
| Benoît Dongieux        | 3e ligne           | Bayonne                           |
| Didier Duplé           | demi d'ouverture   | Aviron bayonnais                  |
| Frédéric Fort          | 3e ligne           | Saint-Jean-de-Luz olympique rugby |
| Loïc Brosset           | 2e ligne           | Stade montois                     |

## La saison
| Adversaires | Résultats Domicile | Résultats Extérieur |
| Oloron      | Perdu 12 à 15      | Perdu 21 à 0        |
| Bagnères    | Perdu 11 à 24      | Gagné 6 à 16        |
| Peyrehorade | Perdu 19 à 35      | Gagné 15 à 18       |
| Blagnac     | Gagné 29 à 21      | Gagné 6 à 13        |
| Tarbes      | Gagné 32 à 10      | Perdu 23 à 6        |
| St Girons   | Gagné 27 à 6       | Perdu 20 à 8        |
| Albi        | Gagné 18 à 13      | Perdu 27 à 10       |
| Lourdes     | Perdu 16 à 17      | Perdu 22 à 15       |
| Garazi      | Perdu 11 à 9       | Gagné 22 à 11       |
| Baïgorry    | Gagné 21 à 18      | Perdu 31 à 10       |
| Mauléon     | Perdu 8 à 12       | Perdu 27 à 6        |

### La phase aller
Pour la 1re journée à domicile, le BTS reçoit les voisins béarnais d’Oloron, équipe référence de cette division. Au terme d’un match intense, les noirs nourrissent beaucoup de regrets au vu de leur 1re mi-temps, où dominateur dans la quasi-totalité du jeu, enthousiastes et entreprenants, ils ne réussissent pas à franchir la défense adverse malgré une débauche d’énergie de tous les instants.
Pris à froid, dès les premières minutes, les noirs encaissent un essai. Mais ils réagissent parfaitement grâce à une 3e ligne très présente jouant autour de leur nouvel ouvreur Duplé venu de Bayonne.
Aussi, à la pause, les noirs mènent 9 à 5, sans qu’il y ait à crier scandale au vu de leur domination dans le jeu.
Mais à force de ne pas conclure lors de ses temps fort, ils s’exposent à un retour d’un adversaire toujours difficile à maîtriser dont la force est ses avants et son véloce arrière.
Fort d’une plus grande expérience à ce niveau, les oloronais ne s’affolent pas et profitent d’une supériorité numérique pour marquer un essai où ils enfoncent la mêlée locale.
Mais à force de courage, les noirs, mettent à la faute leur adversaire et Duplé passe sa 4e pénalité pour égaliser (12 à 12) à 1 minute du terme (79e).
Sur le coup de renvoie, les visiteurs profitent d’un moment d’inattention, pour porter le danger dans le camp boucalo-tarnosien et à la suite d'une mêlée sur la ligne des 22 mètres, leur demi d’ouverture réussit le drop de la victoire dans les arrêts de jeu (12 à 15).
8e au soir de cette première défaite, le BTS se met de suite sous pression, mais la prestation de ce dimanche prouve qu’il faut compter avec lui, pour peu que l’effectif arrive à gommer les imprécisions et imperfections qui ne lui ont pas permis de remporter une rencontre dans ses cordes.
La deuxième journée aller, voit les noirs recevoir de nouveau. C’est au tour du Stade Bagnérais de se déplacer, mais cette fois au Stade Piquessary. Classique des années 1980, cette rencontre rappelle aux plus anciens les souvenirs des duels d’antan. Jouant en blanc, les « noirs » multiplient les fautes de mains ce qui les empêche de mettre leur jeu en place et de profiter de mouvements d’envergure pour marquer (deux actions de la 3e ligne locale ne sont pas concluants à cause de deux fautes de mains à quelques centimètres de l’en-but bagnérais, alors que l’essai semble imparable).
La première demi-heure est un duel de buteur pour un score de parité de 6 à 6.
Puis en 3 minutes, le match bascule. Relançant depuis ses 30 mètres, les boucalo-tarnosiens tombent un ballon que les visiteurs transforment en essai sur un contre assassin (6 à 13 à la 36e). Puis sur le coup de renvoi, Bagnères bénéficie d’une pénalité que son buteur convertit : 6 à 16 à la pause mais surtout 10 points encaissés en 4 minutes.
Dès l’entame du 2e acte, l’artilleur visiteur récidive pour porter l’avance de son équipe à 13 points (6 à 19 à la 43e). Mais les « blancs… et noirs » ne se découragent pas et profitent d’une mêlée à 5 mètres pour marquer un essai en force à quelques minutes de la fin. Malheureusement, la transformation, manquée, ne maintient pas l’espoir de revenir (11 à 19 à la 76e).
Qu’à cela ne tienne, les locaux jettent toutes leurs forces dans la bataille, et c’est une nouvelle perte de balle, qu’ils encaissent, dans les arrêts de jeu, un 2e essai qui scelle définitivement la partie : 11 à 24.
Pour avoir trop joué et s’être exposé aux contres de son adversaire, le BTS paye cash, une nouvelle fois sa volonté de jeu. Dure apprentissage pour les hommes de Capdupuy.
Aussi, au soir de cette 2e journée, les noirs sont derniers et donc relégables.
Pour son premier déplacement, les forgerons se rendent chez les voisins de Peyrehorade qui sortent d’un match abouti à Oloron, où ils n’ont perdu que de 2 points. Fort d’un collectif qui joue ensemble depuis plusieurs saisons, les Landais sont largement favoris.
Pour ce match, les noirs sont privés de Duplé (blessé) que le nouveau venu Daubisse remplace dans le rôle de buteur.
Très rapidement en action, les peyrehoradais prennent le match à leur compte inscrivant 4 pénalités et 1 drop qui leur permettent de mener 15 à 3 à ma mi-temps. Trop tôt devant et vendangeant 3 balles d’essais, les locaux, vont peu à peu laisser les noirs revenir dans le match. S’appuyant sur une incroyable défense et sur l’insolente réussite au pied de Daubisse (5 pénalités dont 4 en 16 minutes) les forgerons vont égaliser juste après l’heure de jeu. Mais c’est dans les dernières secondes que Denis Lourtet convertit la pénalité de la gagne pour une victoire (15 à 18) qui semblait improbable avant le début du match et qui relance les noirs dans la course au maintien.
Le match suivant voit le dernier, Blagnac, se déplacer à Tarnos pour un match déjà déterminant pour la suite de la saison, le BTS ne pouvant pas se permettre de perdre une 3e fois à domicile (surtout après l’exploit réaliser à Peyrehorade).
Mais contrairement aux 2 premières rencontres (face à Oloron et Bagnères), les noirs vont parfaitement entamer la partie, mais surtout concrétiser ses temps forts.
Si Daubisse, ouvre les hostilités, dès la 1re minute (3 à 0) le buteur de Blagnac n’est pas en reste. Il profite des nombreuses pénalités qui lui sont offertent pour en passer 3 en 15 minutes (3 à 9).
C’est le moment que choisi le pack noir pour convertir une touche en essai en portant le 3e ligne Fort dans l’en-but visiteur (8 à 9 à la 20e).
Mais à la demi-heure de jeu, le solide pilier Usandisaga est expulsé définitivement à la suite d'une brutalité au sol. Réduit à 14, les noirs vont alors se transcender pour marquer 10 points en 2 minutes. D’abord Lourtet convertit une pénalité (11 à 9 à la 33e) puis le nouvel ailier venu de Mouguerre, Marot-Ouret, profite de l’excellent travail de l’arrière Dupin pour inscrire un essai 2 minutes plus tard (18 à 9).
Blagnac ne baisse pas les bras et profite d’une nouvelle infériorité des locaux (temporaire cette fois) pour marquer un essai par ses avants (qui jouaient à 8 contre 6) : 18 à 14 à la 56e.
Les noirs de lâchent rien et en 7 minutes vont inscrire 2 pénalités par Daubisse (24 à 14), puis 1 essai par Marot-Ouret sur une action de grande classe initié par l’arrière Dupin, aux jambes de feu en ce dimanche : 29 à 14 à la 70e.
Blagnac, à la dernière minute, clos le match par un nouvel essai d’un de ses avants après un nouveau carton blanc contre un 3e ligne local et une nouvelle supériorité numérique de son pack. 29 à 21, score final.
Cette 2e victoire de rang propulse le BTS à une 5e place flatteuse, qui semblait inespérée il y a peu.
Pour la 5e journée, les noirs perdent 23 à 6 à Tarbes. Outre cette lourde défaite et la 7e place au classement, les forgerons reviennent avec des nouveaux blessés.
L’ailier prometteur Marot-Ouret (l’un des meilleurs de l’équipe lors de la réception de Blagnac) voit sa saison terminée à la suite d'une grave blessure.
Le solide 2e ligne Dujardin et le buteur Daubisse rejoignent l’infirmerie. Avec l’indisponibilité de Duplé, et Goyenetche, ce sont 3 artilleurs de qualité qui font cruellement défaut au BTS dans ce championnat si relevé.
Mais les boucalo-tarnosiens, n’ont pas la possibilité de gamberger puisque la solide équipe de St Girons, débarque à Tarnos.
La rencontre débute par la blessure de Denis Lourtet à qui la tâche de buteur est maintenant dévolue. 4e joueurs pouvant exercer ce délicat exercice sur le flanc, le BTS semble maudit, d’autant plus qu’il sera absent pendant 6 semaines.
C’est un autre « rescapé » de la finale de 1994, qui va prendre le relais : Jean-Claude Arretche et en ce 31 octobre 1998, il va plutôt bien s’acquitter de cette fonction.
La première demi-heure est un duel de buteur, et à cet exercice il va se révéler le plus précis. 9 à 6, 3 pénalités contre 2.
Puis, sur un départ des avants, le demi de mêlée Cazaurang marque un essai non transformé (35e 14 à 6). Et juste avant la mi-temps, Arretche passe une 4e pénalité pour 11 points d’avance à la pause : 17 à 6.
Le 2e acte, voit les noirs mettre la main sur le match et martyriser son adversaire grâce à ses avants. Hélas, des mauvais choix et maladresses, ne leur permettent pas de concrétiser cette domination au tableau d’affichage.
Seule une pénalité d’Arretche (la 5e de la rencontre) et un essai de pénalité, à la dernière minute, à la suite d'une série de mêlées écroulées sur sa ligne par St-Girons, donnent au score le relief qu’il mérite, pour une victoire nette et sans bavure : 27 à 6.
Le match suivant voit les noirs se déplacer dans le chef-lieu du Tarn contre un concurrent direct au maintien, puisque classé 11e à 4 points derrière les forgerons.
D’entrée de jeu, les albigeois prennent le match à leur compte en inscrivant une pénalité puis un essai transformé sur le coup de renvoi. 10 à 0 au bout de 5 minutes. Puis 16 à 0 à la 25e alors que les locaux jouent en infériorité numérique à la suite de l’expulsion définitive d’un de ses piliers. Les noirs attendent les dernières minutes de la 1re mi-temps pour enfin sortir de leur léthargie en inscrivant un essai en force par le pilier Iriarte puis une pénalité par Jean-Claude Arretche. (16 à 10) à la pause, les jeux sont loin d’être fait.
Mais l’entame catastrophique du 2e acte va sceller définitivement la rencontre.
Les noirs encaissent 1 pénalité puis 1 essai en 7 minutes (24 à 10). La dernière pénalité des locaux, juste avant l’heure de jeu accentue le sentiment de gâchis, pour de pâles forgerons, incapables de profiter de leur surnombre dans le jeu (15 contre 14 (et parfois 13)).
L’entraîneur en chef, Jean-Marie Capdepuy, ne s’y trompe pas, qualifiant dans la presse locale de « rugby fandango » la prestation de ses joueurs et confirme l’impression générale :  « on est passé à côté de notre match ».
À leur décharge, les noirs étaient privés de leur perforateur Gastigard (véritable baromètre de l’équipe) mais aussi de l’une des révélations de ce début de saison, son compère de la 3e ligne Suzanne. Ajouter à cela l’absence d’un véritable buteur et de quelques cadres comme le véloce centre Laurent Larrouy. Aussi, à la vue de toutes ces absences, on comprend mieux la prestation en demi-teinte des boucalo-tarnosiens.
La réception de Lourdes, pour la 8e journée, est des plus importants.
En effet, descendu à la 8e place, le BTS est aspiré vers le bas du classement et, la venue d’un des favoris de la poule, qui échoua d’extrême justesse pour la montée en groupe A2, la saison passée est un véritable match à « 6 points » dans l’optique du maintien.
Pour cela, les noirs voient les retours de 4 de ses blessés : Duplé en 10, Gastigard en 8, Suzanne en 6 et Laurent Larrouy à l’aile. Mais ils enregistrent, également, l’apparition du « batailleur » Baladère à la mêlée, nouvelle recrue venue de la « B » de Bayonne.
Comme souvent, ce sont les adversaires qui rentrent parfaitement dans la rencontre.
Dès la 7e minute, une double intervention d’un centre lourdais dans sa ligne d’attaque va mettre sur orbite la 3e ligne visiteuse pour le 1er essai de la partie (0 à 7). Puis 4 minutes plus tard, l’arrière Caussade (fils de l’ancien international Alain) se lance dans une grande chevauché pour servir son ailier. 0 à 14 alors qu’on ne joue pas depuis plus d’un quart d’heure.
Mais les forgerons ont de la ressource. S’appuyant sur une conquête plus propre et un Gastigard des grands jours, ils refont leur retard en 6 minutes. D’abord Arretche passe en 2 minutes 2 pénalités puis sur un crochet dont il a le secret, il déstabilise la défense adverse pour servir son compère du centre, Cazaurang, pour un essai transformé. Aussi en 6 minutes, de 0 à 14, le BTS revient à 13 à 14, juste avant la mi-temps (sifflée sur ce score).
Le 2e acte ne voit que 2 pénalités inscrites de chaque côté, les défenses se neutralisant. Duplé tente un drop qui passe de peu à côté, Durquéty tente plusieurs relance audacieuse, Gastigard et Quatrevieux entraînent le pack dans leur sillage, mais rien ni fait. Le BTS échoue à 1 point de la victoire (16 à 17).
Et si les supporters locaux regrettent la pénalité « tentable » retournée au bénéfice des lourdais, c’est surtout l’entame du match qui empêche les noirs de faire chuter l’un des favoris de la poule.
Mais cette rencontre prouve, à qui en doutait, qu’en haussant son niveau de jeu, les forgerons ont le niveau de cette division. Ce 2e revers consécutif (le 3e à domicile) plonge le BTS vers le bas du classement (8e) avec seulement 2 points d’avance sur le dernier Blagnac.
Mais les noirs n’ont pas le temps de gamberger, que déjà un nouveau derby s’annonce avec le difficile déplacement à St Jean Pied de Port contre Garazi.
Cette partie est déjà capitale pour « les basques des terres » qui ont déjà perdu 2 fois à domicile. Aussi, ils n’ont plus droit à l’erreur. De plus, avant-dernier, 1 point derrière le BTS, ils ont l’occasion de repasser devant ou de sombrer et de voir un écart irrémédiable se creuser avec « les basques de la côte ».
C’est devant près de 1 000 spectateurs, sous un temps exécrable, et sur un terrain à la limite du praticable que les 2 équipes se livrent un duel haletant.
Une fois n’est pas coutume, les noirs rentrent parfaitement dans la rencontre. Une pénalité d’Arretche leur permet de mener (0 à 3) après le 1er quart d’heure.
Mais la mêlée de St Jean Pied de Port, va commencer son travail de sape et le buteur local (très maladroit en ce dimanche) égalise à la 27e. 3 minutes plus tard, au terme d’une action confuse les locaux marquent le seul essai de la rencontre pour une avance de 5 points à la pause (8 à 3).
À la mi-temps, Capdepuy fait rentrer du « sang neuf » dans le pack ce qui permet aux noirs de se montrer entreprenant et de conserver le ballon durant plusieurs temps de jeu. Le nouveau buteur, Goyenetche (venue du club voisin de Garazi : Baïgorry) fait admirer sa précision en passant 2 pénalités en 7 minutes ce qui permet aux noirs de passer devant au score (8 à 9) juste avant l’heure de jeu.
Et si à cinq minutes du terme, les forgerons sont toujours en tête, les avants de Garazi, obtiennent à la 75e une pénalité que leur nouveau buteur transforme (les locaux ayant changé d’artilleur en cours de match, à la suite des échecs répétés du titulaire).
(9 à 8), les noirs jettent leurs forces dans la bataille, mais rien n’y fait puisque mis sous pression, les locaux ne sont pas sanctionnés. La pénalité salvatrice (attendue par le camp boucalo-tarnosien) ne sera jamais sifflée. Et comme un malheur n’arrive jamais seul, le BTS perd son centre Arretche pour trois semaines à la suite d'une blessure au genou.
Avec cette défaite (la 3e consécutive) les noirs voient leurs adversaires du jour les doubler et passer de la 8e à la 10e place, donc être relégable.
La venue de Baïgorry doit être mise à profit pour stopper la spirale de défaite dans laquelle les noirs sont entraînés.
Comme trop souvent, les forgerons vont connaître une entame de match délicate. Les bas-Navarrais ouvrent le score sur pénalité (7e) avant que Goyenetche (qui jouait chez eux la saison dernière) n’égalise 5 minutes plus tard (3 à 3).
Puis les visiteurs marquent un premier essai transformé (22e) et 8 minutes plus tard une nouvelle pénalité, si bien qu’à la demi-heure de jeu les boucalo-tarnosiens ont 10 points de retard (3 à 13).
La mi-temps sifflée sur ce score est mise à profit par les entraîneurs du BTS pour remobiliser leurs troupes.
Aussi, dès le coup d’envoi, Gastigard sonne la charge et met à la faute les visiteurs. La pénal-touche choisie permet au 3e ligne Dulaurens de pointer dans l’en-but adverse. (8 à 13) le match est relancé.
Les avants locaux se font de plus en plus présents et mettent ceux de Baïgorry à la faute. Sur l’une d’elles, Duplé rajoute 3 points (11 à 13 à la 58e).
Mais en cinq minutes, les forgerons font basculer la partie.
D’abord sur une attaque en 1re mains, avec arrière intercalé, qui permet à l’ailier Goyenetche de marquer un essai face à son ancien club (16 à 13).
Ensuite la mêlée locale gagne le ballon sur introduction de Baïgorry ce qui permet à Gastigard de pointer en but après une charge phénoménale (21 à 13).
Les supporters locaux sont soulagés, mais leurs favoris ont décidé de jouer avec leurs nerfs. La fin du match, mal négociée relancent les visiteurs qui marquent un essai non transformé à deux minutes du terme (21 à 18).
Avec cette victoire, les noirs remontent à la Modèle:Neuvième et se donnent un peu d’air en vue du maintien.
La dernière journée de la phase aller, voit le BTS se déplacer à Mauléon. Devant un public très nombreux, c’est une partie de la saison qui se joue entre 2 équipes que tout désigne comme les futures candidates à la descente.
Mauléon qui a enregistré 2 victoires lors de ces 3 derniers matchs est en forme. Prenant le match par le bon bout les forgerons voient Goyenetche manquer une première pénalité.
Mais très vite les avants souletains prennent le match en mains et dès la 15e, ils pointent en but après une pénal-touche. (5 à 0).
10 minutes plus tard, Goyenetche règle sa mire (5 à 3) mais Arrayet lui répond dans la foulé (8 à 3).
Le chassé-croisé entre les 2 buteurs continue. L’un puis l’autre, marquent tour à tour une pénalité et un drop pour un (11 à 6) à la pause.
Dès la reprise Arrayet continue son festival en passant une nouvelle pénalité (14 à 6). Les noirs essayent d’envoyer du jeu, mais des mauvais choix et des maladresses empêchent toute continuité dans le jeu.
À l’heure de jeu, une action d’envergure des locaux balaye le terrain. Echouant à quelques centimètres de l’en-but des boucalo-tarnosiens, l’attaque rebondit par les avants mauléonais qui marquent pour le plus grand plaisir du chaud public local. (19 à 6) la cause semble être entendue.
Arrayet (auteur de 12 points lors du match) rajoute une dernière pénalité (22 à 6) avant que les 3/4 locaux n’enfoncent le clou en faisant le spectacle. Position en file indienne des 3/4 et passe au pied derrière la défense pour une attaque qui s’éparpille au dernier moment et qui conclut en coin un essai non transformé. (27 à 6) mais surtout 3 essais à 0, les noirs transparents en ce dimanche ont pris une véritable leçon de rugby.
Cette défaite plonge le club dans l’expectative. Outre l’avant dernière place au classement, elle vient juste avant 2 déplacements périlleux de suite chez deux valeurs sures de la poule : le leader Oloronais et le 5e Bagnères.

### La phase retour
À Oloron, sur un terrain gorgé d’eau, le BTS privé de Gastigard encaisse 2 essais et un 21 à 0 net et sans bavure.
Les noirs payent cash leurs infériorités numériques et leurs erreurs malgré une bonne entame où ils monopolisent le ballon et occupent le terrain grâce à un jeu au pied efficace de leur maître à jouer Duplé. Mais lors du 2e acte la mainmise des locaux va être totale avec un 13 à 0 décisif.
Avec cette défaite, les forgerons comptent 2 points de retard sur le 1er non relégable.
Heureusement, une pause d’1 mois, va permettre au club de soigner son jeu mais surtout les esprits de joueurs marqués par les précédentes défaites : 47 points encaissés en 2 matchs dont 5 essais.
Le déplacement à Bagnères, voit les noirs retrouver le « baromètre » de ses avants : Gastigard, mais également Jean-Claude Arretche et Denis Lourtet absents respectivement depuis 3 et 6 semaines. Ces rentrées vont « muscler » le jeu des boucalo-tarnosiens, et apporter plus d’assurance derrière.
Battu au match aller, les Basques n’ont pas les faveurs des pronostics. Mais comme souvent, c’est quand on ne l’attend pas que le BTS arrive à se mobiliser et à sortir le match que personne n’attendait.
Sur un terrain gras et sous une pluie battante, la vaillance et le combat de revanchards boucalo-tarnosienne vont avoir raison de locaux dépassés par l’engagement et l’envie.
Dominateurs en mêlée et présent dans la récupération, les noirs sont le plus souvent maîtres du ballon. C’est par son buteur Goyenetche qu’ils ouvrent le score à la 19e (0 à 3). Peu avant la pause, Bagnères égalise (3 à 3), mais sur la dernière attaque de la 1re mi-temps, les forgerons vont « aller à dame » par son ailier Durquety (3 à 10).
La 2e mi-temps voit les noirs continuer leur domination et gérer parfaitement la rencontre au pied en éloignant le danger par ses 5 artilleurs, l’ouvreur Lourtet, le centre Duplé, l’arrière Arretche et les ailiers Durquety et Goyenetche.
Ce 2e acte voit les buteurs de chaque équipe marquer une fois chacun.
Bagnères va alors jouer plusieurs mêlées et touches près de l’en-but des forgerons, mais ces derniers, solides et solidaires en défense ne lâchent rien.
Goyenetche pour le BTS clos la marque en passant une 3e pénalité à la dernière minute : 6 à 16 score final, les forgerons se relancent dans la course au maintien en dépassant St-Girons et en n’étant qu’à 1 point de la 9e place permettant de rester dans cette division.
Pour la 14e journée, les noirs reçoivent le nouveau leader de la poule Peyrehorade. Là aussi, il est question de revanche, puisque les noirs les avaient battus, chez eux, au match aller.
Cette rencontre disputée devant un nombreux public et par un beau soleil est parfaitement arbitrée par Monsieur Bellet du comité d’Ile-de-France.
En ce 7 février 1999, les Peyrehoradais réalisent une véritable démonstration de rugby. Jeu en mouvement, soutien permanent, on est bien loin de la pâle équipe qui chuta à domicile face aux noirs de la 3e journée.
Dès la 6e minute, les Landais marquent leur 1er essai par un débordement de leur ailier (0 à 7).
Lourtet répond par un drop plein d’à-propos (3 à 7) mais l’ouvreur visiteur l’imite dans la minute suivante avant de passer une pénalité 2 minutes après (3 à 10 à la 12e).
Goyenetche entretien l’espoir en passant une pénalité au quart d’heure de jeu (6 à 13), mais on sent les visiteurs déjà maître de leur sujet en attaquant et relançant chaque ballon. Aussi, il faut une grosse défense pour que les noirs rentrent aux vestiaires avec que cet écart de 7 points à la pause.
Le 2e acte voit le BTS revenir dans le match en passant deux pénalités en deux minutes (12 à 13 à la 47e). Cette embellie entretien l’espoir dans le camp local… Mais au lieu d’annoncer un renouveau, il va être annonciateur de désastre.
En 13 minutes, les boucalo-tarnosiens encaissent un 24 à 0. D’abord les verts et blancs après 2 renversements d’attaques pointent en coin un essai transformé (57e) (12 à 20). Puis 3 minutes plus tard, l’arrière visiteur après un remarquable exploit technique (lobe par-dessus un adversaire et reprise en pleine course) profite d’un mauvais dégagement local (12 à 27). Les noirs n’ont pas le temps de souffler que l’ouvreur visiteur ajoute une pénalité (12 à 30). Enfin, histoire de « boire le calice jusqu’à la lie », les locaux encaissent un 4e essai à la suite d'une pénalité jouée à la main à dix minutes du terme (12 à 35). La messe est dite.
Ne fermant pas le jeu, les noirs sont récompensés par un essai de son ailier Durquéty dans les dernières minutes pour un score net et sans appel de 19 à 35 qui justifie l’écart de 10 points au classement entre les 2 clubs. Cette lourde défaite annule la victoire à Bagnères et replonge les noirs dans le doute pour la course au maintien. Tout est à refaire puisque les forgerons retombent à l’avant dernière place avec 2 points de retards sur le 9e.
Aussi, le déplacement chez le dernier Blagnac est primordial pour la suite de la saison. Une défaite le BTS aurait un pied en Nationale 2. Une victoire et l’espoir de rester en Nationale 1 reste entier.
Face à un adversaire, pratiquement condamné à la descente, les noirs rentrent parfaitement dans la partie. Menant (3 à 6) après 20 minutes de jeu, ils obtiennent un essai de pénalité à la 35e grâce à la supériorité de sa mêlée (3 à 13). Juste avant la mi-temps, les banlieusards toulousains marquent une 2e pénalité pour un score de (6 à 13) à la pause.
Lors du 2e acte, aucun point n’est marqué.
La rencontre rentre dans l’à peu-près où les approximations de part et d’autre sont entrecoupées de chamaillerie en tout genre. Venus pour gagner, les noirs ne s’en laissent pas conter et payent au comptant en voyant son 2e ligne Durritxague se faire bêtement expulser à la dernière minute. Bilan des courses : 1 carton blanc, 1 carton jaune et 1 carton rouge : voilà une chère addition pour une victoire.
Le BTS remonte à la 10e place à 2 points de 3 équipes (Baïgorry, Garazi et Mauléon qu’il va rencontrer prochainement dans des rencontres capitales).
La venue de Tarbes, doit permettre aux noirs de continuer à espérer. Les Bigourdans n’existeront qu’à la première (pénalité) et la dernière minute (essai transformé). Entre-temps, les noirs marquent de l’empreinte de leur pack une rencontre qu’ils dominent de la tête et des épaules. Leur mêlée met au supplice un adversaire dépassé qui perdra à de multiples reprises ses nerfs (2 expulsions temporaires et 1 définitive). 4 essais (dont 3 par les avants) permettent aux forgerons de rendre une copie parfaite et d’enchanter leurs fidèles supporters.
Score final (32 à 10), les noirs retrouvent le sourire et pour la première fois depuis la 10e journée (et la victoire contre Baïgorry) ils ne sont pas relégables.
Le déplacement, lors de la 17e journée, à st Girons est primordial puisqu’il oppose le 9e au 11e et qu’1 point sépare les 2 équipes. Les ariégeois retrouvent des couleurs et après 5 défaites de suite qui les a fait plonger de la 5e à la 11e place, ils viennent d’enchainer 2 victoires en 3 matchs.
Mais l’entame catastrophique des noirs, qui ne résistent pas à la pression locale, plombe le résultat de la rencontre. En encaissant un (10 à 0) en 8 minutes puis un (17 à 0) au bout de 25 minutes de jeu, les forgerons hypothèquent leur chance de victoire. Et, en n’ayant pas la réussite habituelle au pied par Goyenetche, cela devient « mission impossible ».
Les noirs essayent bien de réagir sporadiquement par leurs avants (essai à la 34e) mais le mal est fait à la mi-temps (17 à 8). Dominateur lors du 2e acte, les boucalo-tarnosiens sont incapables de marquer le moindre point et c’est St Girons qui enfonce le clou à 7 minutes de la fin par une dernière pénalité pour une défaite nette et sans bavure de (20 à 8).
Cette nouvelle déconvenue à l’extérieur, replonge le BTS en position de relégable (11e) à 2 points du 9e Mauléon.
La venue d’Albi, équipe au fort tonnage, qui a de belles individualités est crainte par le staff des noirs.
Capdepuy, explique dans la presse locale que les albigeois « l’inquiète… Car c’est l’équipe qui met le plus de pression sur ses adversaires et qui a le plus de puissance dans son jeu ».
Les craintes de l’entraineur en chef vont s’avérer fondées.
Malgré une entame époustouflante des forgerons (2 pénalités manquées et 2 mêlées conquérantes à proximité de la ligne d’en-but d’Albi), ces derniers ne parviennent pas à marquer.
Au contraire des visiteurs qui, sur leur 1re incursion, passent une pénalité au quart d’heure de jeu (0 à 3).
Goyenetche égalise 10 minutes plus tard (3 à 3) mais à la demi-heure, l’ailier fidjien d’Albi, Drodolagi, sème la panique dans la défense locale en réalisant un festival de crochets et d’accélérations qui se termine par un essai pour son équipe (3 à 10).
Qu’à cela ne tienne, dans les arrêts de jeu du 1er acte Gastigard, poussé par toute l’équipe, marque un essai « collectif » qui permet aux noirs d’égaliser juste avant la pause (10 à 10).
La 2e mi-temps voit les albigeois faire le siège de la ligne locale. Drodolagi (et ses crochets) fait passer le frisson auprès des supporters locaux, chaque fois qu’il touche la balle.
Cette domination se solde par une pénalité pour les visiteurs (10 à 13) à l’heure de jeu.
Mais profitant de l’exclusion temporaire d’un 2e ligne albigeois, le BTS va mettre la main sur le match. Martyrisant la mêlée adverse et avançant sur chaque maul, les avants forgerons mettent au supplice leurs adversaires.
Il faut pourtant attendre la dernière minute du temps réglementaire, pour voir les noirs marquer l’essai de la victoire grâce à un judicieux coup de pied à suivre derrière la défense d’Albi de Duplé que le junior Damien Taillentou, rentré en cours de match, reprend victorieusement (15 à 13).
Les interminables arrêts de jeu, où les albigeois donnent tous ce qu’ils ont, font souffrir les supporters locaux. Goyenetche, au bout du suspense (88e passe une 2e pénalité (18 à 13) juste avant que Monsieur Matheu l’arbitre du match, ne libère les 2 équipes.
Regroupés au centre du terrain, les noirs continuent de croire en leur maintien et peuvent venir saluer leur fidèle public et recevoir leur ovation.
Remonté à la 9e place, les noirs rejoignent au nombre de point leur adversaire du jour, mais également Mauléon, et Garazi. À 4 journées de la fin du 6e au 11e, 6 équipes se tiennent en 3 points et sont concernées par le maintien. Pour le BTS, les réceptions de Garazi et Mauléon vont-être décisive, comme le déplacement à Baïgorry. Quant à Blagnac, leur défaite à Baïgorry (39 à 14) sonne le glas de leur maintien, puisque mathématiquement, ils sont officiellement relégués en Nationale 2.
Pour le déplacement à Lourdes (chez le 2e de la poule) le BTS n’a pas les faveurs des pronostics. Est-ce la raison pour laquelle ils dont très lourdement (et injustement) sanctionnés au point de voir 2 essais refusés en cours de partie ?
Toujours est-il que cette rencontre laissa beaucoup d’amertume chez des forgerons solidaires et entreprenants…
Le début du match est un chassé-croisé où chaque équipe se rend coup pour coup.
Le buteur local ouvre les hostilités à la 10e minute. Les noirs répondent par un essai de son 2e ligne Dujardin (3 à 7). 7 minutes plus tard, Lourdes profite d’une pénal-touche pour inscrire lui aussi un essai d’avants (10 à 7). Caussade passe sa 2e pénalité pour une différence de 6 points à la pause (13 à 7).
Denis Lourtet entretient l’espoir dès la reprise (13 à 10), mais Caussade continue son festival en passant 3 nouvelles pénalités (22 à 10 à la 70e). Les forgerons ne se découragent pas et le talonneur Quatrevieux marque un 2e essai dans les dernières minutes pour un score final de 22 à 15. 7 points d’écart, mais surtout beaucoup de regrets et d’incompréhensions pour ces deux essais refusés et ce capital de minimum de 10 points (et maximum de 14) qui finalement manquent cruellement aux hommes de Capdepuy.
Cette défaite replonge le BTS en position de relégable et pour clore cette mauvaise journée, les victoires de Mauléon et Garazi à domicile et celle de Baïgorry à l’extérieur n’arrangent pas ses affaires.
La venue de Garazi revêt donc une importance capitale. Une défaite des forgerons, et la Nationale 2 se rapprocherait à grands pas. Une victoire, et tous les espoirs sont permis.
Duplé blessé, le groupe enregistre le retour de Dufrêche, après plusieurs mois d’absence à cause d’une blessure. C’est le 4e ouvreur de la saison après Lourtet, Duplé et Daubisse.
C’est devant un nombreux public et par un temps magnifique que les 2 équipes disputent ce derby.
D’entrée de jeu, le 2e ligne Aguer laisse les locaux à 14 pendant 10 minutes. Qu’à cela ne tienne, les noirs font feu de tout bois. Lourtet manque une 1re pénalité pourtant dans ses cordes, mais plus handicapant, il se blesse gravement à l’épaule (clavicule cassée) ce qui oblige l’entraîneur des lignes arrière (Michel Dacharry) à réorganiser son attaque. Duplé passe à l’ouverture et Cazaurang forme avec Betrat la paire de centre.
Malgré son entame réussie, les noirs voient les visiteurs ouvrir leur compteur points et encaissent 8 points en 4 minutes à la demi-heure de jeu (0 à 8).
La réponse locale va être « dévastatrice ». D’abord dans la foulée de l’essai encaissé, la mêlée locale produit son effort et obtient une pénalité que Duplé transforme (3 à 8). Sur le renvoi les noirs obtiennent une pénalité jouée à la main. Gastigard en force inscrit son 4e essais de la saison. Avec la transformation de Duplé les boucalo-tarnosiens passent pour la Modèle:Première devant au score (10 à 8). Enfin, sur le renvoi suivant, une superbe attaque du demi de mêlée Balhadère et un cadrage lumineux de l’ailier Durquety envoi à l’essai l’arrière Larrouy (15 à 8). 15 points en 8 minutes, on ne peut pas faire mieux en matière d’efficacité.
La mi-temps permet aux visiteurs de reprendre leur esprit surtout que les 2 équipes n’ont pas ménagé, durant ces 40 premières minutes, leurs peines en offrant un rugby de qualité, parsemé de plaquages dévastateurs.
Le 2e acte voit les défenses prendre le pas sur les attaques. Le buteur de Garazi, peu en réussite, ne permet pas à son équipe de faire douter les noirs.
À 10 minutes de la fin, Garazi passe une pénalité et revient à 4 points (15 à 11), mais dans les minutes suivantes, l’ailier Durritxague intercepte une passe entre les 2 centres adverses pour porter l’estocade finale (22 à 11).
Avec cette victoire, le BTS ressort la « tête hors de l’eau ». 8e, à 2 points du 6e Tarbes (qui reste sur 2 défaites consécutives) les forgerons font partie d’un groupe de 4 équipes à 38 points (avec Albi, Mauléon et Garazi) qui laissent St Girons à 3 points (les ariégeois n’ont pas gagné depuis la réception des noirs, soit 3 rencontres).
Mais très vite un nouveau derby se présente. À Baïgorry l’équation est simple : si les locaux (très en forme en cette fin de championnat puisqu’ils viennent d’enregistrer 3 victoires de suite) l’emportent, ils sont mathématiquement maintenus en Fédérale 1. Si le BTS gagne il aura fait un grand pas vers le maintien mais devront faire au pire match nul lors de la réception de Mauléon pour officialiser la chose.
Sous un temps magnifique, et devant un public nombreux, les 2 équipes vont offrir un rugby de qualité.
Si lors du 1er acte les noirs offrent une réplique aux ardeurs locales, ils doivent baisser pavillons après la pause en voyant de virevoltants et déterminés navarrais prendre le large.
Dès la 8e minute, Baïgorry marque un essai par l’ailier Oxoby après une charge du 3e ligne Irrigaray(5 à 0).
Les forgerons répondent, 10 minutes plus tard, par une attaque côté fermé par le centre Cazaurang et prennent l’avantage au score grâce à la transformation (5 à 7).
À la demi-heure de jeu, l’arrière local marque à son tour (10 à 7) et juste avant la pause le buteur Oxoby (auteur de 16 points lors du match) passe une pénalité pour un score de 13 à 7 à la mi-temps.
Lors du 2e acte, les Basques de Navarre prennent le jeu à leur compte. Leurs incessantes attaques sont de plus en plus difficilement enrayées par des boucalo-tarnosiens vaillants mais limités. 2 nouvelles pénalités récompensent leur domination territoriale (19 à 7 à la 57e).
À l’heure de jeu, les baigorritar récupèrent une balle tombée par l’attaque des noirs pour marquer un essai en contre où toute l’équipe locale touche le ballon (26 à 7). Goyenetche passe une pénalité 5 minutes plus tard pour le BTS (26 à 10) mais ce sont ses anciens partenaires qui closent la marque à 10 minutes du terme avec un 4e essai (31 à 10).
Grâce à un jeu de mouvement avec comme fer de lance son 3e ligne Irigaray, présent aux 4 coins du terrain, les joueurs de Baïgorry remportent une victoire incontestable que seule la mêlée noire contesta par moments. Les locaux réalisent là, le meilleur match de la saison à domicile au grand désespoir des supporters boucalo-tarnosiens, qui s’étaient déplacés en nombre.
Pour les Navarrais, le maintien est acquis. Pour les noirs, la seule « bonne » nouvelle provient de Mauléon où les souletains viennent de perdre contre Garazi. Ce résultat leur offre un dernier joker car s’ils remportent l’ultime match contre eux, ils connaitront la même joie que leur adversaire du jour.
Pour ce match au sommet, tout Mauléon s’est déplacé à Tarnos. Dans un stade à la tribune (2000 places) archi-combles, chacun espère une issus favorable pour ses couleurs.
D’entrée de jeu, les esprits s’échauffent. Iriarte, l’un des piliers locaux est agressé. Son compère, Miura le défend et c’est lui qui est exclu temporairement pour 10 minutes. Le ton du match est donné, chaque fois qu’il y aura un doute sur une action, ce sont les noirs qui seront pénalisés.
Aussi, c’est Mauléon qui ouvre la marque sur cette décision arbitrale qui aurait été mieux comprise si l’ « auteur » et le « justicier » avaient été exclus ensemble. (0 à 3) à la 4e minute.
En ce début de match, ce sont clairement les boucalo-tarnosiens qui dominent par leur avants, supérieurs dans les phases de conquête (touches et mêlées) mais chaque fois une pénalité vient stopper, puis annihiler les efforts d’un 8 de devant admirable de puissance et d’envie.
À la 10e minute, sur un regroupement face aux poteaux du BTS, un plongeon mauléonnais et d’abord pénalisé. Mais dans un 2e temps, l’arbitre retourne la pénalité ce qui permet à Castillon de passer de nouveau 3 points (0 à 6).
Mauléons dans une bonne phase, voit un drop de l’ouvreur visiteur Arrayet raser les poteaux, mais les noirs continuent à mettre la pression sur leurs adversaires et à faire parler ses avants. Sur une touche, une faute sur le junior Dulaurens permet à Goyenetche d’ouvrir son compteur points à la 20e (3 à 6).
Mais sur le renvoi, les noirs sont logiquement sanctionnés ce qui permet à Castillon de passer sa 3e pénalités de la journée (3 à 9). Pour une faute similaire, Goyenetche ne connait pas la même réussite et laisse en route des points précieux.
À la demi-heure de jeu, survient un premier tournant dans ce match. Sur un des temps fort des locaux, plusieurs mêlées sont disputées à proximité de l’en-but de Mauléon. L’arbitre pénalise trois fois de suite la mêlée visiteuse (à chaque fois emporté et qui préfèrent écrouler) et fait de la prévention plutôt que d’accorder l’essai de pénalité qui s’impose manifestement et est réclamé par le public local. En lieu et place, ce sont les noirs qui sont finalement pénalisés à la suite de l’intervention d’un des juges de touche….
La fin du 1er acte est emballante. Le ballon va d’un camp à un autre. Les buteurs souletains ont l’occasion d’aggraver la marque mais leurs 3 tentatives passent à côté. Chez les noirs, c’est Goyenetche qui manque 2 pénalités dans ses cordes et pour conclure, l’ailier Durquéty est plaqué à retardement sur une occasion d’essai… Mais la pénalité que tout le stade attend n’est pas accordée.
La pause sifflée sur le score de 3 à 9 laisse un goût amer chez les locaux, outrageusement pénalisés alors qu’ils font l’essentiel du jeu.
La 2e mi-temps voit les noirs s’essayer au jeu au large. L’ailier Larrouy après une belle percée bénéficie d’une pénalité qui est inversée à la suite d'une nouvelle intervention d’un des juges de touche.
Même scénario à la 49e minute où bénéficiant d’une pénalité, les forgerons essayent d’emballer le match en la jouant rapidement à la main. Mauléon est de nouveau mis à la faute, mais la pénalité est inversée dans un 2e temps et avec les 10 mètres de plus, elle permet à Arrayet des 45 mètres d’ajouter 3 points pour son équipe (3 à 12).
5 minutes plus tard, le 3e ligne Suzanne, porté par ses collègues du pack marque un essai légitime (8 à 12).
Le 2e tournant du match, intervient quand sur une touche proche de l’en-but Mauléonnais, une nouvelle faute est commise sur le junior Dulaurens. Le capitaine local, Quatrevieux, demande une mêlée, enfoncée par les noirs et écroulée par les visiteurs. Nouvelle pénalité pour le BTS et encore une fois une mêlée est choisie. Mauléon l’écroule, les noirs se réorganisent, avancent, les souletains la tourne et Gastigard est finalement pénalisé en plus d’être expulsé temporairement pour avoir gardé le ballon au sol.
Mauléon joue intelligemment en déplaçant le jeu au pied afin de repousser la pression locale ou en faisant des fautes pour enrayer les actions des noirs.
Sur une percée de Cazaurang, l’Intercommunal entrevoit l’essai du miracle. Mais son compère du centre, Betrat est repris à 1 mètre des poteaux visiteurs.
Les percussions locales ne donnent rien, comme la dernière pénalité tentée (et manquée) par Goyenetche dans les ultimes minutes.
Les Mauléonnais ont réussi dans leur quête de victoire. Fou de joie, ils fêtent leur maintien avec leurs nombreux supporters. Dans la tribune, Michel Darriet, le correspondant local du journal Sud-Ouest « voit quelques anciens de pique pleurer ».
À cause d’une saison trop irrégulière, les noirs n’ont pas réussi à se mettre à l’abri avant ce dernier match. Pour certains, au vu de ces 12 défaites, c’était presque un miracle que le BTS puisse encore jouer son maintien sur cette ultime rencontre. Pour d’autres, le match contre Mauléons était un résumé de la saison : une mauvaise entame, des occasions manquées, une réussite au pied trop inconstante et un arbitrage par moments défavorable. Si près, mais en même temps si loin.
Comme lors de la saison 1994/95, les forgerons ne parviennent pas à se maintenir après une montée et font l’ascenseur dans la foulée. Et même si ces 2 saisons ne se ressemblent pas, elles se terminent de la même manière. Dans les larmes et avec beaucoup de regrets.

## Classement
L'évolution du classement de l'équipe 1re du BTS saison 1998-99 : 
(en abscisse, les journées ; en ordonnées, le rang du classement)

## Meilleurs marqueurs de points et d'essais[5]
| classement | Joueur | Points |
| 1          | Bernard Goyenetche | 81     |
| 2          | Jean-Claude Arretche | 34     |
| 3          | Didier Duplé | 28     |
| 4          | Philippe Daubisse | 24     |
| 5          | Denis Lourtet, Christophe Gastigard & Jean-Claude Cazaurang                                                                                            | 20     |
| 8          | Frédéric Fort, Franck Marot-Ouret & Serge Durquéty | 10     |
| 11         | Laurent Larrouy | 7      |
| 12         | Christophe Dulaurens, Damien Taillentou, Jean-François Durritçague, Christophe Quatrevieux, Rémy Dujardin, Dominique Iriarte, Stéphane Suzanne & Aguer | 5      |

| classement | Joueur | Essais |
| 1          | Christophe Gastigard & Jean-Claude Cazaurang | 4      |
| 3          | Frédéric Fort, Franck Marot-Ouret & Serge Durquéty | 2      |
| 6          | Christophe Dulaurens, Damien Taillentou, Jean-François Durritçague, Christophe Quatrevieux, Rémy Dujardin, Dominique Iriarte, Stéphane Suzanne, Bernard Goyenetche, Laurent Larrouy & Aguer | 1      |

## Effectif
| Rang | Nom                    | Poste                   | parcours                   |
| 1    | Bernard Idieder        | Pilier                  | Baïgorry                   |
| 2    | Fabrice Vadillo        | Pilier                  | formé au club              |
| 3    | Jean-Marie Usandissaga | Pilier                  | Cambo                      |
| 4    | Thierry Lagarde        | Pilier                  | formé au club              |
| 5    | Jérome Borde           | Pilier                  |                            |
| 6    | Dominique Iriarte      | Pilier                  |                            |
| 7    | Joël Besnard           | Pilier                  | formé au club              |
| 8    | Bruno Miura            | Pilier ou talonneur     | St Jean de Luz, Biarritz   |
| 9    | Christophe Quatrevieux | Talonneur               | St Jean de Luz             |
| 10   | Patrick Haurieu        | Talonneur               | formé au club puis Bayonne |
| 11   | Laurent Urrusty        | Pilier ou talonneur     | Ustaritz                   |
| 12   | Loïc Brosset           | 2e ligne                | Mont de Marsan             |
| 13   | Rémy Dujardin          | 2e ligne                |                            |
| 14   | Aguer                  | 2e ligne                |                            |
| 15   | Thierry Lerdoux        | 2e ligne                | Bayonne                    |
| 16   | Didier Durritçague     | 2e ou 3e ligne          | formé au club              |
| 17   | Stéphane Suzanne       | 2e ou 3e ligne          | St Jean de Luz             |
| 18   | Benoît Dongieux        | 3e ligne aile           | Bayonne                    |
| 19   | Christophe Gastigard   | 3e ligne centre         | Cambo, Biarritz, Cambo     |
| 20   | Frédéric Fort          | 3e ligne aile ou centre | St Jean de Luz             |
| 21   | Christophe Dulaurens   | 3e ligne aile ou centre | formé au club              |
| 22   | Samuel Dylbaïtys       | 3e ligne                | formé au club              |
| 23   | Laurent Arregay        | 3e ligne                |                            |
| 24   | Dupuy                  | 3e ligne aile           | formé au club              |
| 25   | Eric Balhadère         | Demi de mêlée           | Bayonne                    |

| Rang | Nom                       | Poste                     | parcours                          |
| 26   | Jean-Claude Cazaurang     | Demi de mêlée ou centre   | Bayonne                           |
| 27   | Dufrêche                  | Ouvreur                   | Mont de Marsan                    |
| 28   | Nicolas Capdupuy          | Ouvreur                   | formé au club                     |
| 29   | Philippe Daubisse         | Ouvreur                   |                                   |
| 30   | Didier Duplé              | Ouvreur ou centre         | Bayonne                           |
| 31   | Denis Lourtet             | Ouvreur ou centre         | formé au club                     |
| 32   | Bétrat Thierry            | Centre                    |                                   |
| 33   | Hervé Arana               | Centre                    | formé au club                     |
| 34   | Franck Marot-Ouret        | Centre                    | Mouguerre                         |
| 35   | Jean-François Durritxague | Centre ou ailier          |                                   |
| 36   | Jean-Claude Arretche      | Centre ou arrière         | ASSM au BTS depuis les juniors    |
| 37   | Laurent Larrouy           | Centre, ailier ou arrière | formé au club                     |
| 38   | Damien Taillentou         | Ailier                    | formé au club                     |
| 39   | Bernard Goyenetche        | Ailier                    | Baïgorry                          |
| 40   | Florian Bareilhes         | Ailier                    |                                   |
| 41   | Malcom Paul               | Ailier                    |                                   |
| 42   | Yohan Derive              | Ailier                    | formé au club                     |
| 43   | Eric Larrouy              | Ailier                    | formé au club puis St Jean de Luz |
| 44   | Olivier Dupin             | Arrière                   |                                   |
| 45   | Serge Durquéty            | Arrière ou ailier         | formé au club                     |